# Bleeke Kil

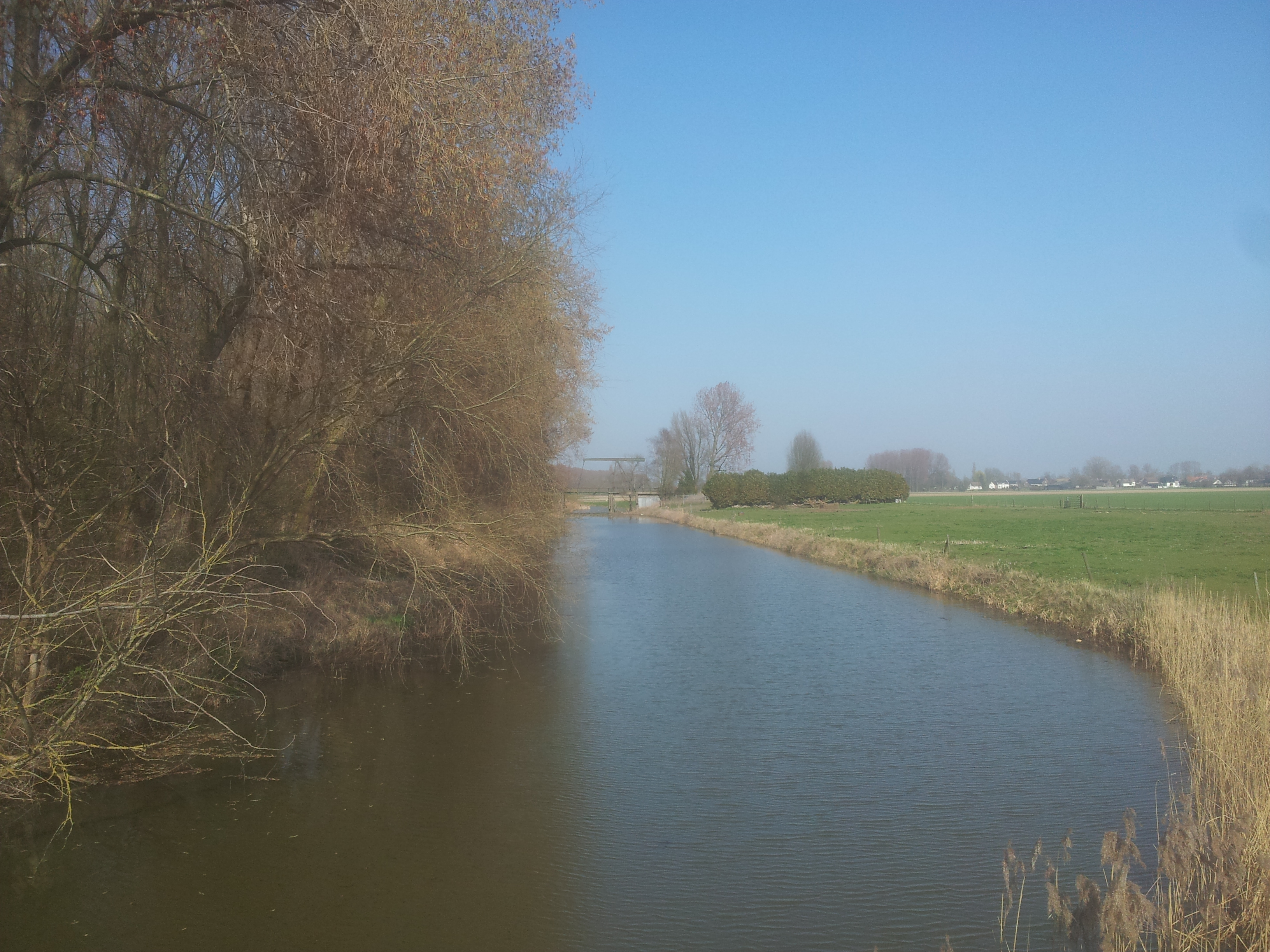
De Oostkil bij Hank

De Bleeke Kil of Oostkil is een kreek in de Brabantse Biesbosch. 
De kreek (kil) begint bij het dorp Nieuwendijk en 'stroomt' vervolgens richting het dorp Hank, om uiteindelijk middels een gemaal uit te monden in het open water van de Biesbosch. Vroeger was de Bleeke Kil een breed vaarwater en vormde het onder meer de toegang naar de haven van Hank. Later is het deel van de Biesbosch in de omgeving van de Bleeke Kil (de zogenaamde Oostwaard) geheel ingepolderd, waardoor de kreek zijn open verbinding met het buitenwater verloor. Vandaag de dag resteert slechts een relatief smal en ondiep kreekrestant. De Bleeke Kil vervult tegenwoordig een belangrijke afwateringsfunctie voor het omringende polderland van de Oostwaard (samen met de Bakkerskil en de Bruine Kil).